# Kačanik
Kačanik (serb. Kačanik / Качаник, alb. Kaçanik / Kaçaniku) – miasto w południowym Kosowie; w regionie Gnjilane.
Miasto liczy 12,6 tys. mieszkańców (2005). Miasto leży przy linii kolejowej Kosowe Pole – Saloniki. Przemysł materiałów budowlanych. Burmistrzem miasta jest Xhelal Gashi.
Siedziba gminy Kačanik.